# 洛伊·安德森
洛伊·安德森（Roy Andersson，1943年3月31日—）是一位瑞典電影導演，他執導的電影包含《瑞典愛情故事》（1970年）與《二樓傳來的歌聲》（2000年）。比起其他電影，《二樓傳來的歌聲》（Sånger från andra våningen）成功地鞏固他的個人風格－使用長鏡頭的荒誕喜劇，諷刺僵固的瑞典文化，具有費里尼式的怪誕風格。三十年來，他的生涯執導超過400部廣告和兩部短片，但只執導過六部長片電影。2014年作品《寒枝雀静》赢得第71届威尼斯影展金狮奖。

## 生涯

### 早期發展
洛伊·安德森於1943年出生在瑞典哥德堡，1969年從瑞典電影學院畢業一年後，他執導了生涯第一部長片電影《瑞典愛情故事》（En kärlekshistoria）。《瑞典愛情故事》在第20屆柏林國際電影節首映，並榮獲四項大獎。劇情描述年輕人愛情故事的本質，安德森獲得重大的成功（首次奪得金甲蟲獎最佳影片獎），並受到觀眾歡迎。在這一次成功之後，洛伊·安德森陷入困境。由於他不想困在相同的電影類型，於是取消原本計劃的下一部電影 。最後，他執導電影《旅店怪咖》（Giliap）。《旅店怪咖》在1975年上映，在票房與評價都遭到失利，成本超過預算甚多，並在後製作中延誤相當長的時間。《旅店怪咖》與《瑞典愛情故事》完全不同，充滿黑色喜劇式的幽默，描寫一間旅館與服務生的故事。《旅店怪咖》失利後，安德森遠離電影界長達25年的時間，重心轉於放在商業廣告。

### 回歸電影界之後
在1981年，洛伊·安德森成立24工作室，這是一所位於斯德哥爾摩市中心的獨立電影公司及工作室。後來於1987年，在瑞典國家健康和福利委員會委託下，洛伊·安德森執導了短片《瘟疫降臨》（Någonting har hänt）。《瘟疫降臨》是一部有關愛滋病的電影，為了在瑞典各地學校教育學生而拍攝。但是《瘟疫降臨》在完成四分之三時，因為內容太過黑暗，來源產生爭議，該計畫遭到取消。官方的解釋是《瘟疫降臨》的內容太過黑暗，最後直到1993年才正式上映。他的下一部短片是1991年的《光榮世界》（Härlig är jorden），它進一步發展出洛伊·安德森風格，獲得評論上成功，贏得Canal Plus頻道獎，也在1992年克萊蒙費朗短片電影節獲得久負盛名的新聞獎。這部電影是被克萊蒙費朗短片電影節選為史上十大最佳短片之一。
洛伊·安德森在1996年3月開始拍攝電影《二樓傳來的歌聲》，四年後（於2000年5月）完成。《二樓傳來的歌聲》在2000年坎城影展首映後，影片也獲得了國際上的成功。《二樓傳來的歌聲》在坎城影展獲得評審團獎與瑞典金甲蟲獎最佳影片、導演、攝影、編劇和配音獎。這部電影是由46個長鏡頭來拍攝完成，以他特有的荒誕和超現實主義風格，來批評瑞典社會的各種不公現象。
洛伊·安德森繼續在24工作室完成廣告，他的最新電影《啊！人生》（Du levande）在2007年的坎城影展首演，參加一種注目單元。該片獲得2008年北歐理事會電影獎、瑞典金甲蟲獎最佳影片、導演、編劇獎。
2009年9月，紐約市現代藝術博物館舉辦洛伊·安德森作品的回顧展。
2009年，洛伊·安德森公開表示他正在執導人生三部曲的第三部電影（前兩部為《二樓傳來的歌聲》與《啊！人生》）。他表示正計劃「第三部巨大、深刻，具有夢幻般的幽默和悲劇、哲學的電影，類似陀斯妥耶夫斯基風格。"」。在接受MUBI與影評人Ignatiy Vishnevetsky採訪時，安德森透露，他將使用高清視訊拍攝下一部電影，可能使用Red One攝像鏡頭，代表這部電影與以前兩部電影的風格相異。這部電影的片名為《鴿子在樹枝上沉思》，於2014年上映，並獲得了第71届威尼斯影展金狮奖。

## 評價
《鄉村之聲》（The Village Voice）稱呼洛伊·安德森為「鬧劇風格的英格瑪·伯格曼」。

## 作品

### 長片
- 《瑞典愛情故事》（1970年）
- 《旅店怪咖》（1975年）
- 《二樓傳來的歌聲》（2000年）
- 《啊！人生》（2007年）
- 《鴿子在樹枝上沉思》（2014年）
- 《千日千夜》（2019年）

### 短片
- 《十月五日星期六》（Lördagen den 5.10）
- 《瘟疫降臨》（Någonting har hänt）
- 《光榮世界》（Härlig är jorden）

## 外部連結
- Interview with Roy Andersson （页面存档备份，存于）, MUBI
- Studio 24 & Roy Andersson Production （页面存档备份，存于） – Official site
- 洛伊·安德森在互联网电影资料库（IMDb）上的資料（英文）
- Roy Andersson （页面存档备份，存于） 瑞典電影資料庫
- Retrospective Roy Andersson at the FILMFEST MÜNCHEN Archive.today的存檔，存档日期2013-02-10